# Incarum
Incarum, monotipski rod gomoljastih geofita iz porodice kozlačevki dio tribusa Spathicarpeae, potporodica Aroideae. 
Jedina vrsta je I. pavonii iz Ekvadora, Perua i Bolivije  (La Paz)

## Sinonimi
- Asterostigma pavonii Schott; Prodr. Syst. Aroid. 339 (1860)
- Staurostigma pavonii (Schott) K.Koch; Ender. Ind. Aroid. 78 (1864)

## Vanjske poveznice
|  | Zajednički poslužitelj ima još gradiva o temi Incarum |
|  | Wikivrste imaju podatke o taksonu Incarum             |